# CD9
CD9 va ser una banda de nois mexicana formada el 2013 per William Valdés, Freddy Leyva, Alan Navarro, Jos Canela i Alonso Villalpando. William Valdés va abandonar el grup l'octubre de 2013 i va ser substituït per Bryan Mouque, i Jos Canela va fer de líder del grup fins a la seva marxa el maig de 2019. El 10 de març de 2021, després de gairebé dos anys d'inactivitat la banda va confirmar oficialment la seva separació.

## Discografia
- CD9 (Amprofon, 2014)
- Evolution (Amprofon, 2016)
- 1.0 (Amprofon, 2018)